# Mizuno Ami
Mizuno Ami (水野 亜美; Hepburn: Ami Mizuno), más néven Sailor Mercury (セーラーマーキュリー; Szérá Mákjurí, ’magyar változatban Molly, illetve Merkúrtündér’) egy kitalált szereplő Takeucsi Naoko Sailor Moon című manga- és animesorozatában. Ő az első tagja annak a különleges képességekkel bíró csapatnak, amit Sailor Moon állít össze, míg a Hold hercegnőjét keresik. A visszahúzódó, csendes Ami a csapat „agya”. Mint Sailor Mercury képességei a vízhez kötődnek, de harci taktikai tanácsokkal is ellátja a többieket, mikor szuperkomputerével analizál egy helyzetet. Egyike a legnépszerűbb és legtöbbet idézett szereplőknek, elsősorban Japánban. A Sailor Moon szérián belül Ami külön történetét meséli el az Ami's First Love (Ami első szerelme) című manga-különkiadás.

## A szereplő
Ami legkiemeltebb jellemzője az intelligenciája. Azt suttogják a háta mögött, hogy az IQ-ja legalább 300. Félénk és ráadásul gazdagsága miatt sznobnak tartják, emiatt nagyon nehezen talál barátokat. Elég bizonytalan karakter, de később megnő az önbizalma annyira, hogy képes legyen önállóan döntéseket hozni anélkül, hogy ne nyugtalanítsa a döntésének következménye.
A sorozatban Ami a szabadidejét is leginkább tanulásra fordítja, imád olvasni és arról álmodik, hogy egy nap ő is orvos lesz, mint édesanyja. Harcosi feladatai azonban megakadályozzák abban, hogy beteljesítse álmait. A Sailor Moon R-ben erre konkrét példát is láthatunk, amikor Németországba utazhatna cserediákként, mégis inkább itthon marad, hogy segítse a többieket.
Ami a művészetek és a tudomány nagy rajongója, és annak ellenére, hogy valódi könyvmoly, a popkultúra is érdekli, még ha ezt néha szégyelli is bevallani. Visszatérő geg a sorozat folyamán, hogy a többieket állandóan arra emlékezteti, hogy ideje lenne keményen tanulniuk. A tanulás mellett azonban másban is tehetséges: kiválóan sakkozik és úszik.
Ami szülei elváltak, a lány édesanyjával él, egy elfoglalt doktornővel, aki nagyon ritkán van otthon. Mizuno asszony a róla szóló leírások alapján a munkamániájától eltekintve jó anya, Ami csodálja őt és igyekszik neki megfelelni. Édesapjáról azon kívül, hogy festő, nem esik szó. A manga szerint sosem látogatja meg őket, attól a naptól kezdve, hogy a férfi eldöntötte: egy erdőben marad, mert csak ilyen nyugalomban képes kiteljesíteni a művészetét, de lánya minden születésnapján képeslapot kap tőle. Ami ezt a szülei önzőségeként éli meg, ami azért is különösen érdekes, mert Japánban a válás mind a mai napig tabunak számít. A mangában Ami anyja olyan gazdag, hogy a lánya egy Szensi kard erejét egy gyémántgyűrűn próbálja ki (lévén a gyémánt híres a keménységéről). Amikor társai pánikba esnek, azzal a sokat idézett mondatával nyugtatja meg őket, hogy édesanyjának rengeteg van még ezen kívül.
Az élőszereplős sorozatban Ami különlegesen félénk és szemüveget hord, még akkor is, ha nincs rá szüksége. Az iskolában sem volt barátja mielőtt Uszagit megismerte – illetve Uszagi megismerkedett vele - például mindig egyedül evett a tetőn, így közben is tudott tanulni. Úgy tűnt, Uszagi az egyetlen aki realizálta, hogy Ami nem másért, csakis félelemből szeparálódik el a társaságtól. Barátságuk kölcsönösen fejlesztette mindkettejük személyiségét, Ami nyitottabbá vált, míg az ő társasága Uszagi érdemjegyeinek tett jót az iskolában. A 34. részben Ami édesanyja másik iskolába helyezné át lányát azt hívén, hogy a lányok társasága rossz hatással van gyermekére. Ami azonban fellázad, egész estére kimarad Hino Reijel. Később elmondja anyjának, hogy van, ami fontosabb számára a tanulásánál, aki megérti őt.
Nevének jelentése a kandzsi írásjelek alapján (水, mizu) „víz”, (野, no) „ember”, (亜, a) „második”, (美, mi), „szép”.

## Megjelenési formái

### Sailor Mercury
Harcosként identitása Sailor Mercury. A kék árnyalataiban játszó egyenruhája van, amely a leginkább Sailor Moon első egyenruhájára hasonlít. Karaktere a víz erejét birtokolja, ami egy szójáték következménye. A Merkúr bolygó japánul ugyanis 水星, azaz Szuiszei. Az első kandzsi jelentése önmagában lehet az is, hogy víz, a második pedig bolygó. Képességei inkább stratégiai fontosságúak, nem támadó jellegűek, és számítógéppel is rendelkezik, hogy az ellenség helyzetét még könnyebben felmérje.
Egyenruhája a manga és az anime során is változik, igaz, utóbbiban csak egyszer.

### Dark Mercury
Az élőszereplős sorozatban Sailor Mercuryt a Dark Kingdom befolyása alá vonja, s mint Kunzite szolgálója, Dark Mercuryként támad egykori társaira. Egyenruhája fekete, boa-szerű mintázatot kap, megjelenése pedig sötétebbé válik. Oldalán kardot hord.
Dark Mercury úgy jött létre, hogy Kunzite elrabolta a sebezhető pillanatban lévő lányt, akivel a többiek éppen nem törődtek. Metaliától kapott sötét energia segítségével a gonosz szolgálatába állította őt, amely civil személyiségében is jelentős változásokat okozott. Uszagi ellen fordítja barátait, és szadista hajlamú lesz. Nem hajlandó senkivel sem együttműködni (a Dark Kingdomot se tartja valami sokra), egyetlen célja, hogy megölje a holdharcosokat. Régi jellemének egyes részletei azonban megmaradtak. Sailor Moon megpróbálja barátnőjét többször is meggyógyítani az Ezüstkristály erejével, sikertelenül. Végül Dark Mercury önmaga döbben rá, miután legyőzi a harcoslányokat, hogy mennyire szereti barátait. Magához tér, de semmire sem emlékszik abból, ami történt.

### Merkúr hercegnő
Az Ezüst Millennium időszaka alatt Sailor Mercury szintén hercegnő volt a saját bolygóján, és egyike azoknak, akik Serenity hercegnő testőrségét adták a Hold királyságában. Hercegnőként a Mariner kastélyban élt, ruhája pedig világoskék volt. Az animében Takeucsi Naoko egyszer rajzolja meg őt ebben a formában, amint Zoisite a karjában tartja – de kettejük között mégsincs romantikus kapcsolat sem a mangában, sem az animében.

## Képességei és készségei
Ami nem képes elérni az erejét átváltozás nélkül, amihez a többi lányhoz hasonlóan egy speciális eszközt (pálca, toll, kristály) használ és egy mindig elhangzó kiáltást: „Mercury Power, Make-up!” (a magyarban általában: „Merkúr ereje, változtass át engem!”).
Sailor Mercury ereje a víz manipulálása. Takeucsi Naoko a szereplő személyiségéből kiindulva elsősorban defenzív képességgel ruházta fel: így az első időben a lány csak sűrű ködöt tud előállítani, ami eltakarja őket az ellenség elől így társai időt nyerhetnek harc közben (Shabon Spray, Mercury Aqua Mist). A későbbiekben azonban szert tesz sok más, erőteljesebb és látványosabban megrajzolt támadó jellegű képességre is mint például a ködből adódóan a fagyasztás képességére is (Shine Aqua Illusion), más defenzív jellegű támadásra (Mercury Aqua Mirage), illetve még egy erős támadásra (Mercury Aqua Rhapsody).
Mindezeken felül Ami egy szuper-komputerrel is rendelkezik, ami elsősorban ellenfelek, terepek és tárgyak gyors analizálását teszi lehetővé. Ehhez társul egy vizor is, mely a szeme előtt jelenik meg, és a külvilág gyanús pontjait tudja rajta keresztül egyszerűbben felderíteni.

## Megformálói
A japán eredetiben hangja Hiszakava Aja volt, illetve a Sailor Moon Crystal sorozatban Kanemoto Hiszako, magyar szinkronhangja pedig Mics Ildikó. Az R-film magyar szinkronja során Mérey Lilla volt a karakter hangja. Az élőszereplős sorozatban Hama Csiszaki játszotta, a musicalek során pedig heten alakították: Morino Ajako, Mijagava Jukiko, Akamine Hiszano, Izava Marija, Kavabe Csieko, Vakajama Manami, és Macura Mijabi.